# アービング・ブロコウ
アービング・ブロコウ（英語: Isaac Irving Brokaw、1871年3月29日 - 1939年3月18日）は、アメリカ合衆国、ニューヨーク市出身のフィギュアスケート選手（男子シングル）。全米スケート協会名誉会長。1908年ロンドンオリンピックアメリカ合衆国代表。

## 主な戦績
| 大会/年      | 1907-08 |
| ------------ | ------- |
| オリンピック | 6       |